# Kamienice przy ul. Jana III Sobieskiego 8 i 10 w Sanoku
Kamienica przy ul. Jana III Sobieskiego 8 i 10 w Sanoku – dwie przylegające do siebie kamienice położone w Sanoku.

## Historia

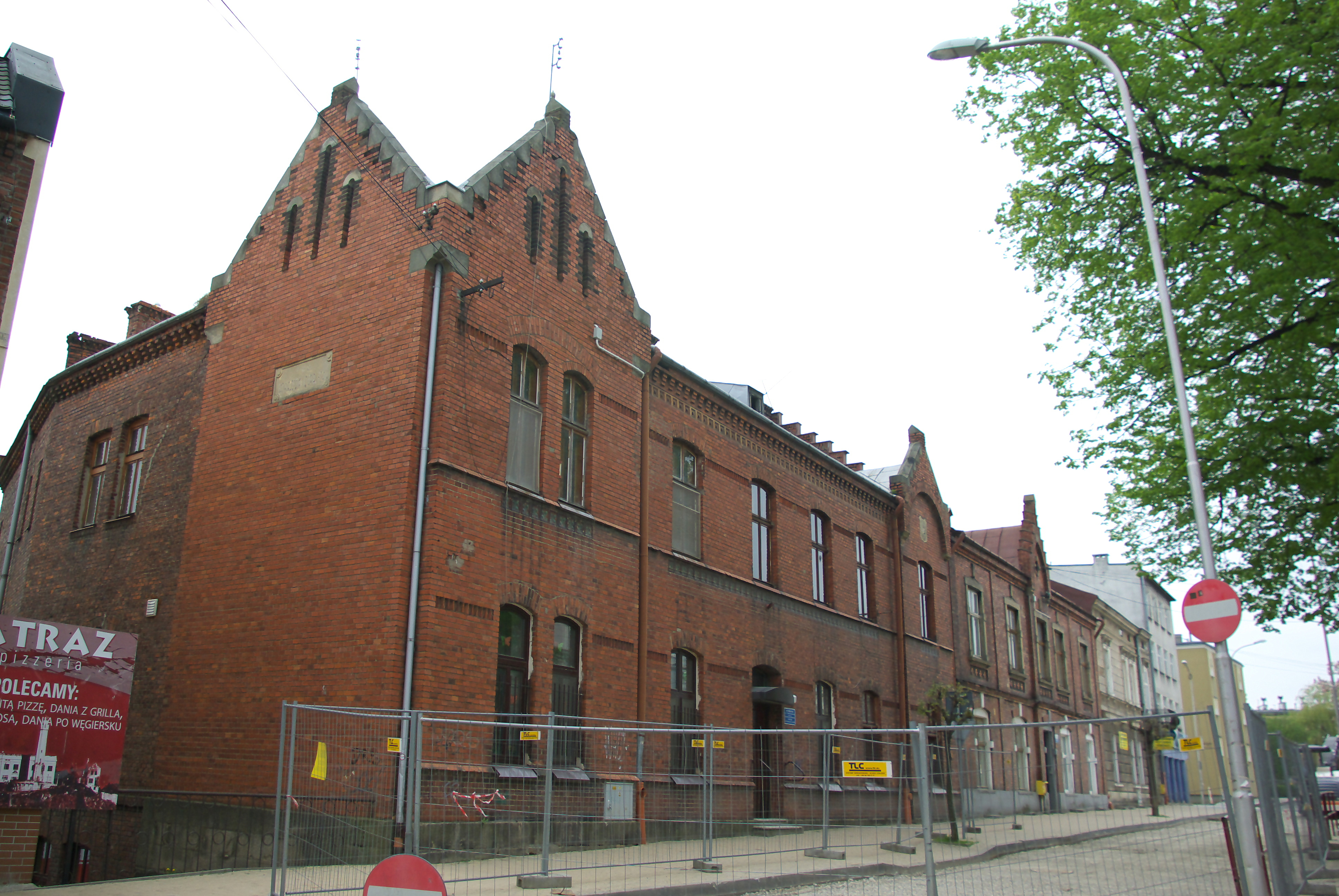
Widok od północnego zachodu

Decyzję o budowie pod koniec XIX wieku podjął inż. architekt Władysław Beksiński (1850–1929). W jednej połowie zamieszkiwała rodzina Beksińskich (posiadająca swój pierwotny i główny przy ul. Jagiellońskiej), a druga połowa kamienicy została wynajęta i mieściło się w niej kasyno oficerskie C. K. Armii (odniesienie do tego znalazło się w książce Przygody dobrego wojaka Szwejka autorstwa Jaroslava Haška, gdzie jest mowa o działalności domu publicznego w kasynie).
Pierwotnie obie kamienice figurowały pod numerami konskrypcyjnymi: budynek pod obecnym numerem 8 widniał pod numerem 247, a budynek pod obecnym numerem 10 miał numer 207.
Od 1900, wobec braków wystarczających pomieszczeń w działalności ówczesnego Państwowego Gimnazjum w Sanoku, zostały najęte do tych celów powierzchnie kamienicy Władysława Beksińskiego – sześć sal (ponadto analogicznie także kamienicy przy ul. Kazimierza Wielkiego 6 należącej do Karola Gerardisa). Lokale kamienicy służyły jako pokoje gościnne dla uczniów gimnazjum (wynajmował je sanocki Wydział Towarzystwa Pomocy Naukowej). Po wybuchu I wojny światowej wobec zajęcia budynku szkoły przez wojska najeźdźce (pod koniec 1914 utworzono w nim wojskowy szpital dla zakaźnie chorych nr 361), nauka była szczątkowo wznowiona od 1915 w m.in. w budynku kamienicy W. Beksińskiego (oraz K. Gerardisa). Od czerwca 1916 z pokoju udostępnionym w kamienicy przez inż. Beksińskiego korzystało Koło Ligi Kobiet Miasta Sanoka.
W 1922 córka inżyniera, Maria Władysława, wyszła za mąż za Franciszka Orawca, budynek stanowił jej wiano ślubne. Młoda para zamieszkała jednak w Poroninie. Druga połowa kamienicy została przekazana synowi, Stanisławowi. Przed II wojną światową obie kamienice miały numerację 4 (właścicielem był Stanisław Beksiński) i 6 (właścicielka była Władysława Orawiec); Stanisław Beksiński, zamieszkujący przy ul. Jagiellońskiej 41, był administratorem obu kamienic.
W 1939 do numeru 4 byli przypisani: Jan Ptyś, skup i eksport jaj, który prowadził Wolf Krämer, a do numeru 6 lekarz dr Włodzimierz Kuranowicz.
Podczas II wojny światowej w okresie okupacji niemieckiej w budynku pod numerem 8 przemianowanych nazw ulicy Sobieskistrasse, później Kasernenstrasse 8 działał Oberförsterei (Nadleśnictwo). W okresie lat 40. XX wieku w budynku zamieszkiwała Stanisława Praczyńska (matka Janiny i teściowa Antoniego Żubryd). W 1945 i 1946 funkcjonariusze Urzędu Bezpieczeństwa Publicznego aresztowali w budynku Stanisławę Praczyńską i kilkuletniego syna Żubrydów, Janusza.
W 2. poł. lat 50., w okresie PRL właścicielką kamienicy nr 4 była Stanisława Beksińska (żona zmarłego w 1953 Stanisława, matka Zdzisława), a właścicielem kamienicy pod numerem 6 był Jerzy Orawiec. W 1961 został zaplanowany remont kamienicy.
W 1961 proboszcz parafii Przemienienia Pańskiego w Sanoku ks. Antoni Porębski nabył od Jerzego Orawca kamienicę pod numerem 10. W budynku zamieszkiwali lekarze sanockiego szpitala: Nowosielski i Jan Zigmund (pod numerem 10 na piętrze zajmował pięciopokojowe mieszkanie do śmierci w 1970). Od 10 maja 1981 do 15 kwietnia 1989, podczas urzędowania kolejnego proboszcza parafii ks. Adama Sudoła, w trakcie prac nad rozbudową przykościelnej plebanii, w kamienicy pod numerem 10 funkcjonowała kancelaria parafialna. Po wielu staraniach ks. Sudoł uzyskał zezwolenie władz PRL na wykonanie remontu budynku (renowacja miała charakter kapitalny z uwagi na niekorzystny stan budynku pod numerem 10, w tym ściany zewnętrznej i stropów). W związku z prowadzonym remontem dotychczasowi mieszkańcy kamienicy pod numerem 10 otrzymali mieszkania zastępcze (rodziny Pierożyńskich, Burczyków, Jastrzębscy, Klech, Kordasowie, Bieńkowska, natomiast pod numerem 8 mieszkali Emilian i Stefania i Piotrowski). 15 kwietnia 1989 plebania została przeniesiona do nowej siedziby przy ulicy Grzegorza z Sanoka 5. W 1994 i 1995 w budynku trwały prace remontowe. Po przeprowadzonych pracach remontowych na parter i w suterenie kamienicy pod numerem 10 w 1995 ulokowano jedną z dwóch w Sanoku ochronek dla dzieci (Ochronka im. Błogosławionego Edmunda Bojanowskiego Zgromadzenia Sióstr Służebniczek NMP NP), które prowadzą siostry zakonne służebniczki starowiejskie, mające w tym budynków swoje mieszkania. Na piętrze w środkowej części została utworzono kaplica, po bokach której ulokowano pokoje gościnne (po lewej) i mieszkanie (po prawej), w którym ks. Sudoł zamieszkał po przejściu na emeryturę w 1995 aż do śmierci w 2012.
Elewacja budynku posiada zdobienia, w tym godło Polski. Kamienica pod numerem 10 zyskała przydomek „Dom pod Białym Orłem” (tablica z tym napisem znajduje się na północnej elewacji na wysokości pierwszego piętra). W korytarzu istnieje sklepienie kolebkowe z lunetami.
Oba budynki, pod numerami 8 i 10, zostały wpisane do gminnej ewidencji zabytków Sanoka.
3 maja 2021 na ścianie obok wejścia do kamienicy przy ul. Jana III Sobieskiego 10 w Sanoku odsłonięto tablicę upamiętniającą ks. Adama Sudoła.